# Vladimir Šilykovskij
Vladimir Sergejevič Šilykovskij (rusky Владимир Сергеевич Шилыковский; 3. dubna 1933 Vladimir – 7. dubna 1987 Moskva) byl sovětský rychlobruslař.
Na mezinárodní scéně se poprvé představil v roce 1956, kdy startoval na Zimních olympijských hrách (10 000 m – 16. místo). Největších úspěchů dosáhl v sezóně 1958/1959, kdy na Mistrovství Evropy i Mistrovství světa získal stříbrné medaile. Zúčastnil se také ZOH 1960 (10 000 m – 20. místo). Poslední závody absolvoval v roce 1962.